# Melanderomyia kahli
Melanderomyia kahli är en tvåvingeart som beskrevs av Kessel 1960. Melanderomyia kahli ingår i släktet Melanderomyia och familjen svampflugor. Inga underarter finns listade i Catalogue of Life.